# Birmann Martin
Birmann Martin (26 de novembro de 1828 em Ruenenberg — 19 de agosto de 1890 em Liestal, Suíça) foi o primeiro inspetor das armas do Cantão Basiléia-Landschaft, foi também escritor, político e dirigiu instituições de caridade.